# Saint-Grégoire-le-Grand (Bécancour)
Pour les articles homonymes, voir Saint-Grégoire-le-Grand (homonymie).
Saint-Grégoire-le-Grand est une ancienne municipalité de paroisse du Québec, située dans le comté de Nicolet dans la province de Québec au Canada. Elle a existé de 1845 à 1847, puis de 1855 à 1965, et son territoire est aujourd'hui inclus dans le secteur Saint-Grégoire de la ville de Bécancour.

## Histoire
La paroisse de Saint-Grégoire-le-Grand a été érigée canoniquement en 1802, afin de desservir des familles acadiennes originaires de Beaubassin qui avaient été expulsées lors de la déportation de 1755. Elles s'étaient établies près de Bécancour à partir de 1758, fondant notamment le village de Sainte-Marguerite. En raison de la proximité des paroisses de Nicolet et de Bécancour, la création d'une paroisse pour les habitants de Sainte-Marguerite fut reportée jusqu'en 1802, et prit le nom du pape Grégoire le Grand.
Le territoire de la paroisse constitua une municipalité lors de la première création des municipalités locales en 1845 jusqu'à leur dissolution en 1847, puis de nouveau en 1855. 
La municipalité de Saint-Grégoire-le-Grand subit des pertes de territoire à quelques reprises. En 1863, le cœur du village devint la municipalité de village de Larochelle, en 1870 une partie du territoire fut détaché lors de la création de Sainte-Angèle-de-Laval, puis en 1904 une autre partie servit à la création de Très-Précieux-Sang-de-Notre-Seigneur.
Le 17 octobre 1965, la municipalité de paroisse a été fusionnée avec d'autres municipalités pour former la ville de Bécancour qui résultait ainsi de la fusion des villages de Bécancour, de Gentilly, de Larochelle, de Laval et de Villers ainsi que des municipalités de paroisse de Bécancour, de Sainte-Angèle-de-Laval, de Saint-Édouard-de-Gentilly, de Sainte-Gertrude, de Saint-Grégoire-le-Grand et de Très-Précieux-Sang-de-Notre-Seigneur.

## Référence
1. ↑  Église de Saint-Grégoire le Grand sur le Répertoire du patrimoine culturel du Québec.
2. ↑  [PDF] Graphique de l'évolution des municipalités du comté de Nicolet, sur Maires du Québec.
3. ↑  Gouvernement du Québec, « Modification aux municipalités du Québec », Historique des modifications aux municipalités du Québec : Période 1961-1990,‎ 1er septembre 2006, p. 139 (ISSN 1715-6408, lire en ligne)